# Ludwig Schnyder von Wartensee
Ludwig Schnyder von Wartensee (* 25. Februar 1858 in Luzern; † 21. Februar 1927 ebenda) war ein Schweizer Kunstschlosser, Ziseleur und Lehrer an der Kunstgewerbeschule Luzern.

## Leben und Werk

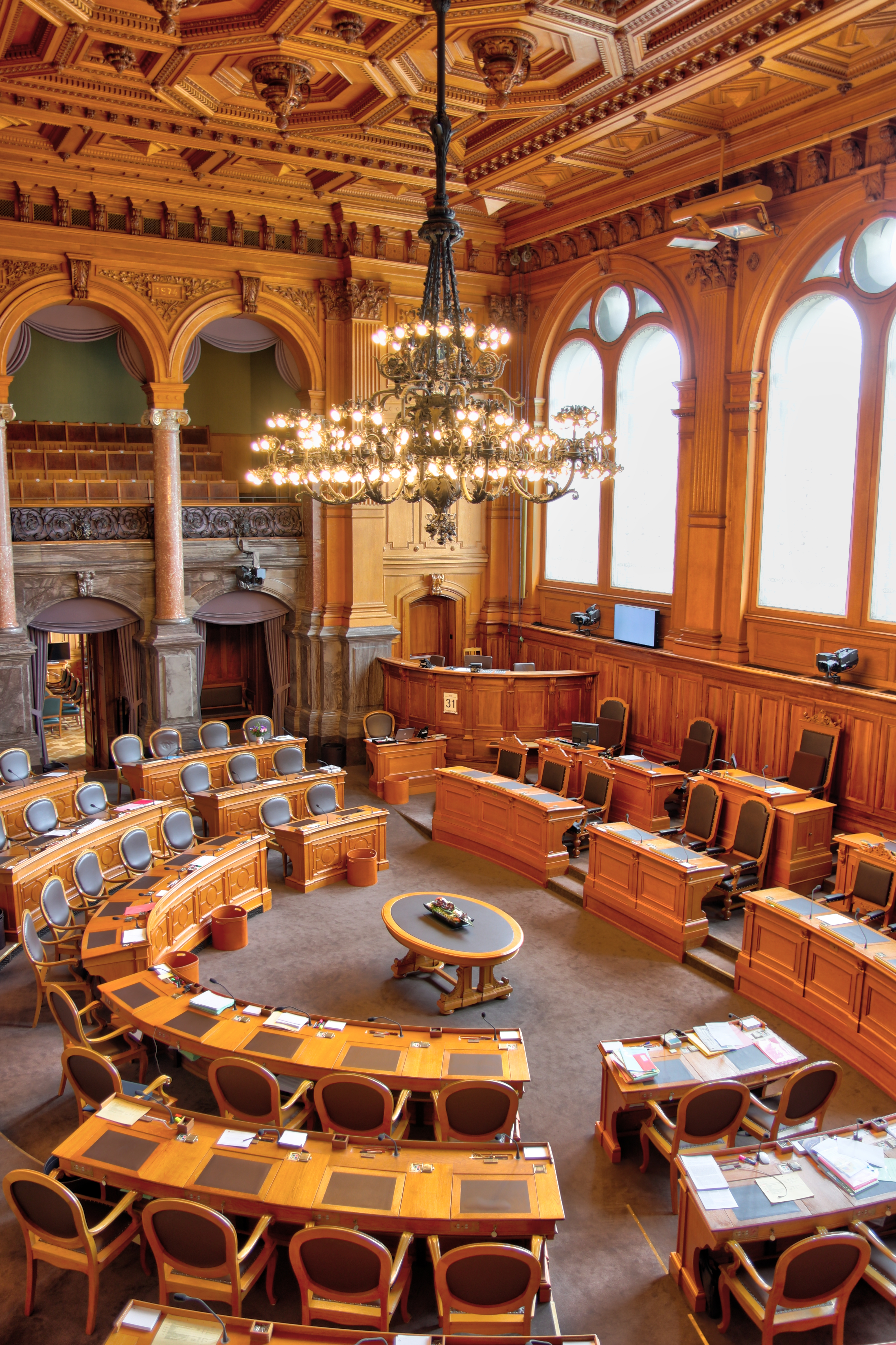
Kronleuchter Ständeratssaal des Bundeshauses Bern (1902)

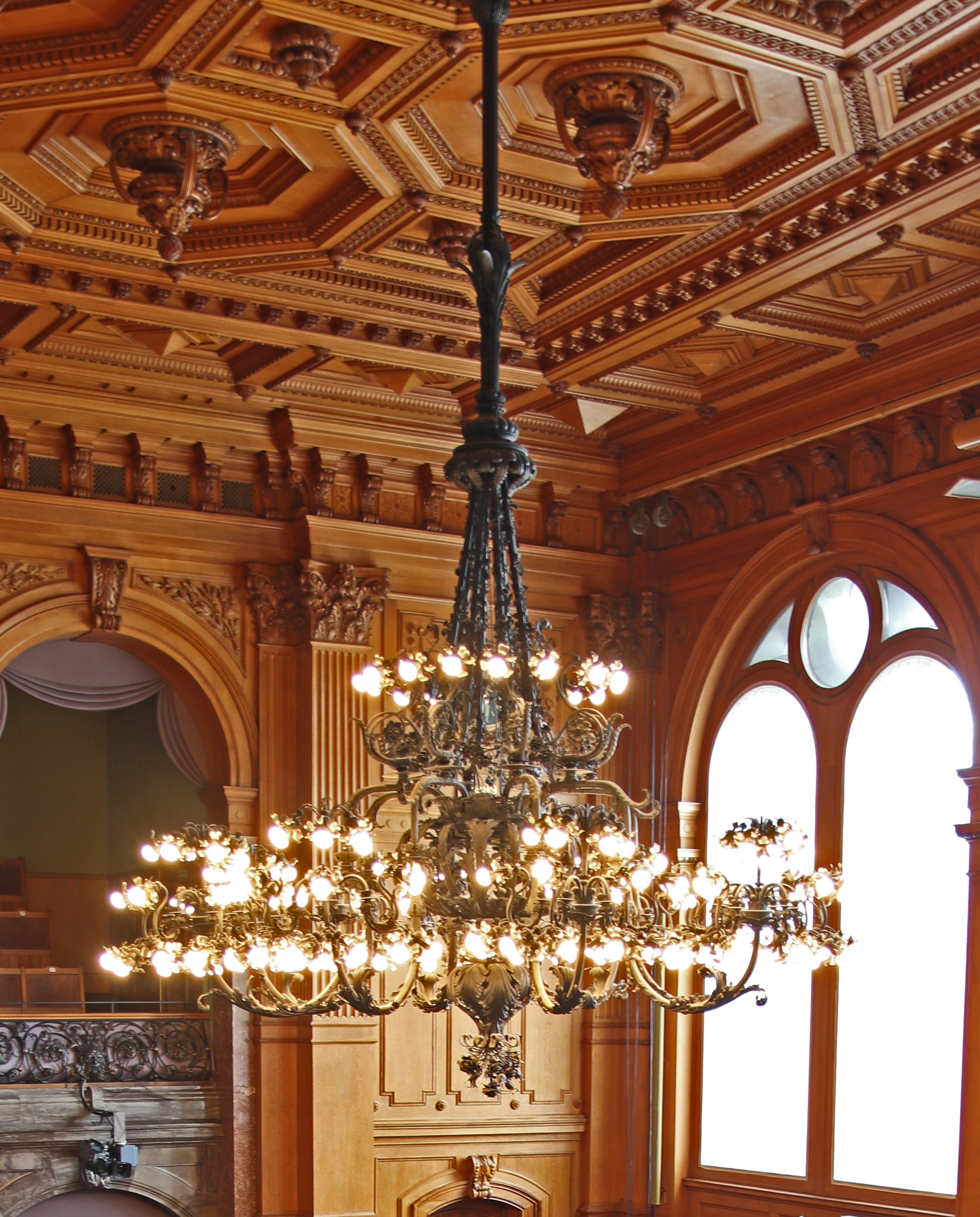
Nahaufnahme des Kronleuchters

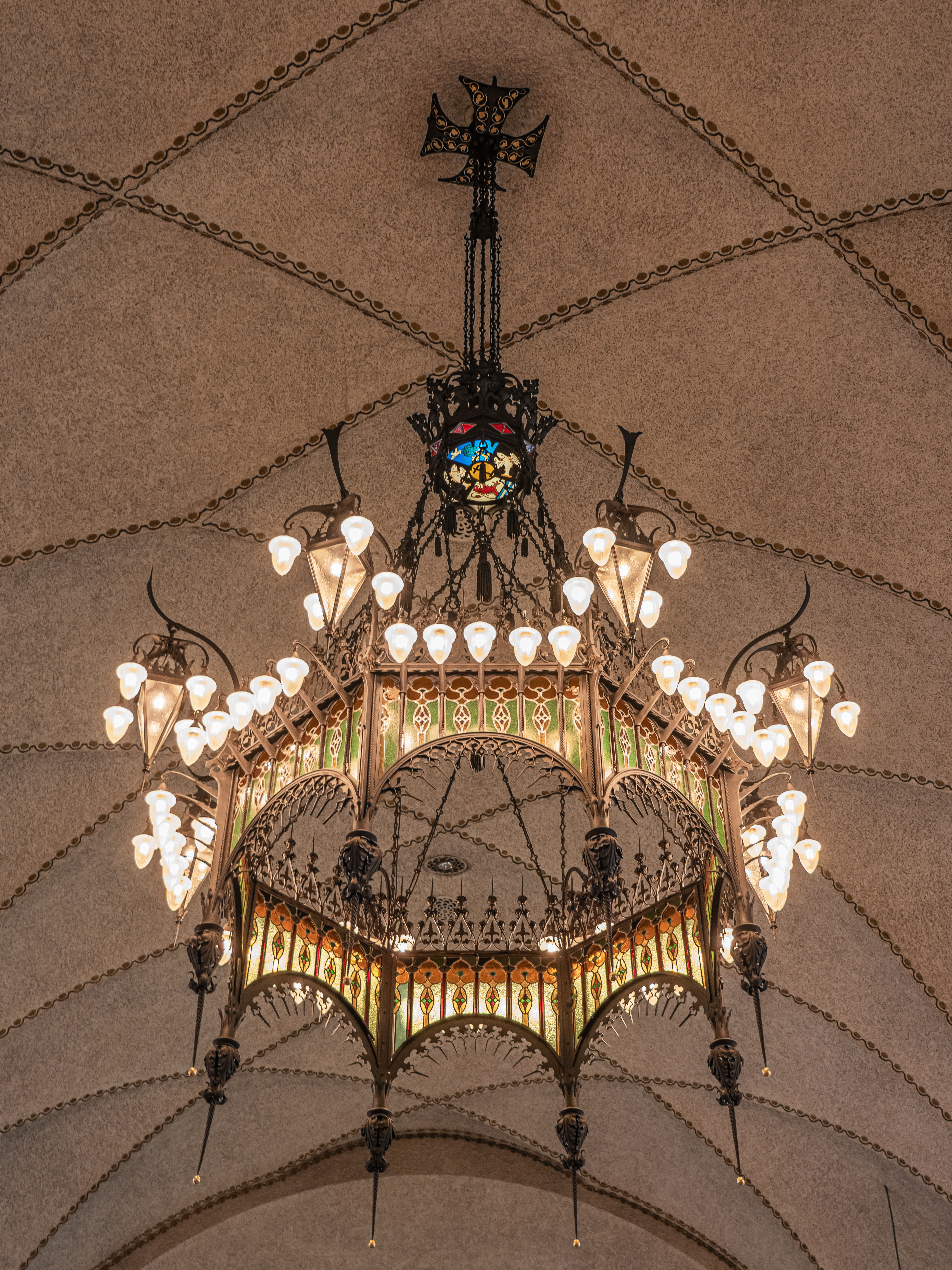
Kronleuchter in der Luzerner Pauluskirche (1913)

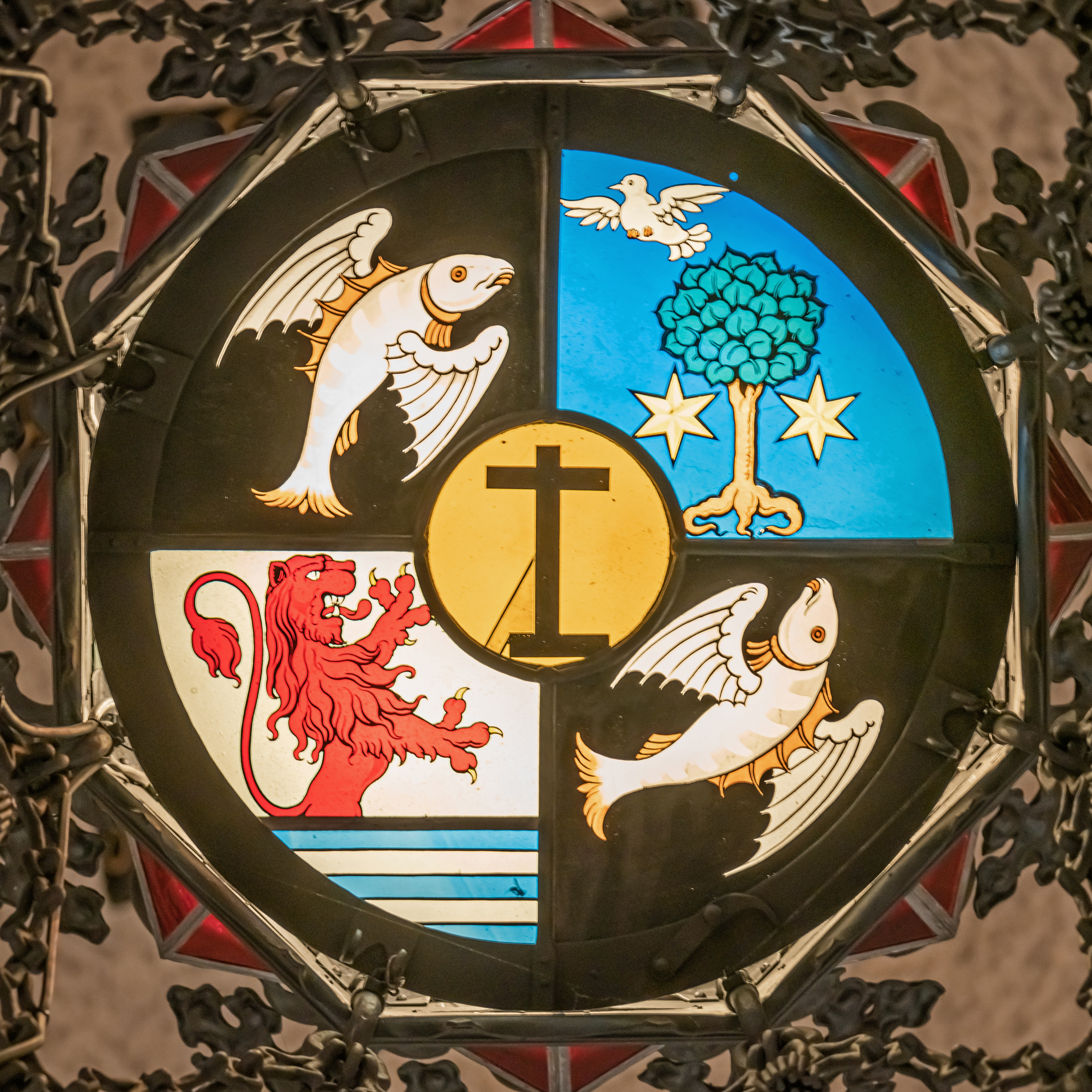
Allianzwappen der Familien Schnyder von Wartensee-Bell

Ludwig Schnyder von Wartensee wurde am 25. Februar 1858 in Luzern als Sohn des Kunstmalers Jost Schnyder von Wartensee (1822–1894) geboren. Gemeinsam mit seinem jüngeren Bruder Wilhelm (1859–1894) besuchte er ab 1879 zunächst die Kunstgewerbeschule in seiner Heimatstadt, später Kunstgewerbeschulen in München und Salzburg. Daneben war er auch in Wien und Paris tätig.
Nach Luzern zurückgekehrt, war er ab 1885 neununddreißig Jahre lang als Lehrer für die neue Ausbildungsrichtung «Metallarbeiten» an seiner ehemaligen Ausbildungsstätte, der Kunstgewerbeschule Luzern, tätig (heute Departement Design & Kunst der Hochschule Luzern). Die von ihm geleitete Abteilung «Kunstschlosserei» beteiligte sich mit Schülerarbeiten an der Schweizerischen Landesausstellung 1914 in Bern. Dort wurde auch der Baldachin des «Schlosserbrunnens» gezeigt, den die Kunstgewerbeschule im Auftrag des Luzerner Stadtrats angefertigt hatte.
Neben seiner Lehrtätigkeit führte Schnyder von Wartensee von 1885 bis 1922 – bis zu dessen Tod im Jahr 1894 gemeinsam mit seinem Bruder – in Luzern die Metallschlosserei «Gebrüder Schnyder», die Aufträge aus der ganzen Schweiz ausführte. Es wurden nach eigenen Entwürfen kunstvoll verzierte schmiedeeiserne Laternen, Portalgitter, Treppengeländer, Aushängeschilder, Lampen und Leuchter für wohlhabende Privatpersonen, Banken, Hotels und Gemeinden hergestellt. Für Kirchen entwarf und fertigte Schnyder von Wartensee Tabernakel- und Kommuniongitter, Altar- und Kronleuchter. Hunderte Fotografien aus seinem Nachlass dokumentieren das breite Spektrum seiner Werke, die nicht nur in Schweiz, sondern auch in Südfrankreich und den Vereinigten Staaten zu finden sind.
Mit Statuetten und Reliefs in Wachs, Anatomie- und Aktstudien in Wachs und Gips und verschiedenen getriebenen Eisenarbeiten nahm Schnyder von Wartensee an der Luzerner Jubiläumsausstellung 1889 teil. Bei der Gewerbeausstellung Luzern 1893 und bei der Schweizerischen Landesausstellung 1896 in Genf wurde er jeweils ausgezeichnet; in Genf gewann er eine «Goldene Medaille».
Eines seiner Hauptwerke ist der im Jahr 1902 angefertigte grosse schmiedeeiserne Kronleuchter im Ständeratssaal des Bundeshauses Bern. Als repräsentatives Element und «Wahrzeichen» des Saales hängt der mit Eisen vom Gonzen handgeschmiedete Leuchter an prominenter Stelle in der Mitte des Raumes. Mit einem Gewicht von 1,5 Tonnen und 208 Glühbirnen ist er einer der grössten in der Schweiz erhalten gebliebenen Leuchter aus der Zeit zu Anfang des 20. Jahrhunderts. Erst bei den Sanierungsarbeiten im Jahr 2001 wurde bekannt, dass er von Ludwig Schnyder von Wartensee angefertigt worden war.
Als im Luzerner Quartier Obergrund im Jahr 1912 die neue römisch-katholische Pauluskirche fertiggestellt war, schenkte Schnyder von Wartensee der Kirchengemeinde 1913 einen prachtvollen, in seiner Werkstatt gefertigten schmiedeeisernen Kronleuchter. Diesen hatte er gemeinsam mit dem Architekten des Kirchengebäudes, Karl Moser, entworfen. Mit seinen 3,5 Metern Durchmesser dominiert der Kronleuchter den Kirchenraum und dürfte einer der grössten in der Schweiz sein. In dem oberen Metallkranz des Leuchters befindet sich eine runde Scheibe mit dem Allianzwappen Schnyder von Wartensees und seiner Ehefrau Katharina Bell. Der Kronleuchter wurde 1957 aus der Pauluskirche entfernt und erst mehr als 50 Jahre später im Jahr 2011 im Zusammenhang mit der im Folgejahr anstehenden 100-Jahr-Feier wieder aufgehängt.
Ludwig Schnyder von Wartensee starb nur wenige Tage vor Vollendung seines 69. Lebensjahres am 21. Februar 1927 in seiner Geburtsstadt Luzern.

## Auszeichnungen
- «Erstklassige Auszeichnungen» an der Gewerbeausstellung Luzern 1893[1]
- «Goldene Medaille» bei der Schweizerischen Landesausstellung 1896 in Genf[1]

## Werke (Auswahl)
Gemeinsam mit seinem Bruder
- Aushängeschilde für die Gasthäuser „Wilder Mann“ und den „Goldenen Löwen“ in Luzern
- Laternen für die Jesuitenkirche in Luzern
- das monumentale Portal für die «Villa Aurelia» in Bern

Nach dem Tod seines Bruders
- Kronleuchter für den Ständeratssaal im Bundeshaus Bern und für die Pauluskirche in Luzern
- «Salonstücke» für Vanderbilt in New York
- monumentale Portalgitter für Gebäude in Béziers (Südfrankreich) und für das Schloss Lenzburg
- reiche Treppengeländer für die Luzerner Hotels «Schweizerhof» und «National», für verschiedene Schlösser (Luzern, Südfrankreich, Rom etc.)
- Tabernakelgitter für die Jesuitenkirche in Luzern
- Grabgitter für die Gräber Adliger und wohlhabender Schweizer Familien